# Новоіушино
Новоіу́шино (рос. Новоиушино) — село у складі Тогульського району Алтайського краю, Росія. Адміністративний центр та єдиний населений пункт Новоіушинської сільської ради.

## Населення
Населення — 414 осіб (2010; 672 у 2002).
Національний склад (станом на 2002 рік):
- росіяни — 98 %